# NUT (studio)
NUT Co., Ltd., (Nhật: 株式会社ナット Hepburn: Kabushiki-gaisha Natto) là một xưởng phim hoạt hình được thành lập vào năm 2017.

## Tác phẩm

### Phim truyền hình
| Tên                      | Ngày lên sóng                        | Đạo diễn                          | Số tập | Chú thích                                                          | Tham khảo |
| ------------------------ | ------------------------------------ | --------------------------------- | ------ | ------------------------------------------------------------------ | --------- |
| Tanya chiến ký           | 6 tháng 1 – 31 tháng 3, 2017         | Uemura Yutaka                     | 12     | Dựa trên light novel của Carlo Zen.                                | [ 2 ]     |
| FLCL Alternative         | 8 tháng 9 – 13 tháng 10, 2018        | Motohiro Katsuyuki, Uemura Yutaka | 6      | Mùa thứ ba của FLCL. Đồng sản xuất với Production I.G và Revoroot. | [ 3 ]     |
| Deca-Dence               | 8 tháng 7 – 23 tháng 12, 2020        | Tachikawa Yuzuru                  | 12     | Tác phẩm gốc.                                                      | [ 4 ]     |
| Bullbuster               | 4 tháng 10, 2023 - 20 tháng 12, 2023 | Aoki Hiroyasu                     | 12     | Dựa trên thương hiệu cùng tên của Kadokawa Corporation.            | [ 5 ]     |
| Negative Positive Angler | 3 tháng 10                           | Uemura Yutaka                     |        | Tác phẩm gốc.                                                      | [ 6 ]     |

### Phim chiếu rạp
| Tên         | Đạo diễn         | Ngày phát hành      | Chú thích                                  | Tham khảo |
| ----------- | ---------------- | ------------------- | ------------------------------------------ | --------- |
| Youjo Senki | Uemura Yutaka    | 8 tháng 2 năm 2019  | Phần tiếp theo của Tanya chiến ký.         | [ 7 ]     |
| Blue Giant  | Tachikawa Yuzuru | 17 tháng 2 năm 2023 | Chuyển thể từ manga của Ishizuka Shinichi. | [ 8 ]     |